# Cariye

Náhodný portrét osmanské konkubíny cariye v harému

Cariye (arabsky: جارية,) byl titul užívaný pro kategorii zotročených konkubín v islámských zemích na Středním východě. Nejvíce byl využíván v Osmanské říši, kde legálně existoval do poloviny 19. století.

## Historie

### Význam titulu
Titul byl užíván hlavně pro ženy, které byly zotročeny ve válce. Práva zotročené ženy byla upravena v rámci islámského práva šaría.
Zotročení žen bylo povoleno pouze během války, která byla považována za „spravedlivou“; tedy ve válce proti nemuslimům. Během války mohla být zotročena pouze nemuslimská žena, protože islám zakazoval muslimům zotročovat jiné muslimy.
V islámském právu bylo zotročení ženy jediným případem, kdy byl konkubinát legálně povolen. Žena, která byla považována za konkubínu s titulem cariye, musela svého mužského majitele poslouchat stejně jako manžela. Děti, které porodila tato konkubína svému majiteli, nehledě na pohlaví, se však narodily svobodné. Pokud tyto ženy porodily děti svým pánům, nesměly být ani prodány a provdány za někoho jiného. Jejich nemanželské děti měli stejné dědické právo jako děti manželské.

### Osmanská říše
Konkubíny cariye existovaly v Osmanské říši až do 19. století a byly velmi populární v sultánských harémech, či u členů osmanského dvora. Často se jejich titul přirovnává k evropským dvorním dámám.
Osmanský systém se řídil islámským právem, v praxi se však často lišil. Poté, co Osmané dobyli většinu Středního východu a přiblížili se k hranicím křesťanské Evropy, bylo již málo příležitostí k zotročení žen tímto způsobem.
Vzhledem k všeobecném zákazu zotročování muslimů byly nemuslimské cariye nabízeny na trzích a dovážely se především z Krymu. Jejich dodavateli byli především Tataři. Pokud ženy pocházely z nemuslimských zemích, bylo to považováno za pasivní válku a ženy tak dosáhly úrovně válečných zajatců, což islámské právo povolovalo.
V roce 1738 Krym dobylo Ruské impérium a obchod s krymskými otroky byl uzavřen, barbarský trh se udržel do první poloviny 19. století, ale nebyl tak silný. Většina žen cariye byly od té doby Čerkesky z Kavkazu, což činilo malý zlomek bílých otroků. Čerkesové však byly muslimskou menšinou na Kavkaze a tak se jejich původ stal veřejným tajemstvím.
Cariye musely být vždy povolné k intimnímu styku s pánem domu a pokud mu porodily dítě, nemohly být znova prodány. Bylo také běžné, že byly propouštěny z otroctví. Propuštění však neznamenalo, že cariye mohla jednoduše opustit domácnost. V muslimské společnosti založené na genderové segregaci, kde ženy žily v ústraní, neměla propuštěná žena možnost jednoduše opustit dům a odejít do ulic, protože svobodná neprovdaná žena bez rodiny by se neměla jak uživit. Místo toho propuštění pro ženu znamenalo, že pro ni byl domluven sňatek; často se muž, který ženu osvobodil, s ní oženil sám nebo zařídil, aby se provdala za jiného muže.
Byl také velký rozdíl mezi tím, jestli konkubínu koupila muslimská ženy nebo muslimský muž. Pokud byla otrokyně koupena ženou, musela být tak či tak povolná majiteli domácnosti, avšak byla majetkem jeho ženy a ona tak mohla kdykoliv rozhodnout o jejím sňatku či prodeji.
V první polovině 19. století se v západním světě začalo otroctví považovat za něco špatného. Liberální sultán Abdulmecid I., který měl styky se západem a tyto myšlenky se jej dotkly, vydal zákony o zákazu otroctví po vzoru západních zákanů a zakázal tak konkubíny titulu cariye. Oficiálně tak skončilo zotročování křesťanských a židovských žen, ale obchod s nimi nelegálně pokračoval až do konce 19. století.

#### Osmanský harém
Cariye byly do harému sultána získávány přes krymský trh s otroky, nebo byly nakupovány v různých koutech říše. Byly pečlivě tříděny a k sultánovi se do služeb dostaly jen ty nejkrásnější a nejchytřejší. Většinou se do harému dostaly ještě jako děti nebo v pubertě. Postupně konvertovaly k islámu a dostávaly nová turecká a perská jména. Byly trénovány k přísné disciplíně a pokud měly talent, pomáhalo se jim k jeho růstu. Poté bývaly povýšeny a rozřazovány na práci dle svých kapacit.
Cariye byl nejnižší možný titul v harému. Od odalisek se lišily tím, že všechny byly formálně konkubínami sultána. V praxi to znamenalo, že nikdy nebyly vybrány pro strávení noci se sultánem a sloužily tak jeho matce Valide Sultan, či jeho manželkám a dětem.
Cariye se také mohly stát kalfou (učitelkou) či ustou a tím získaly zaměstnání a pravidelný plat. Pokud se cariye stala kalfou a nebyla zároveň sultánovou sexuální partnerkou, po devíti letech služby mohla být propuštěna a provdána mimo harém.
The cariyes with whom the sultan shared his bed became members of the dynasty and rose in rank to attain the status of gözde ('the favorite'), ikbal ('the fortunate'), kadin ('the mother of a child') or haseki sultan ('the favorite consort'). The highest position was the valide sultan, the legal mother of the sultan, who herself used to be a wife or a cariye of the sultan's father and rose to the supreme rank in the harem. No cariye could leave or enter the premises of the harem without the explicit permission of the valide sultan.
Pokud cariye sdílela lože se sultánem, stala se součástí dynastie a její titul mohl růst v závislosti na situaci následovně:
- gözde – oblíbenkyně, tohoto titulu žena dosáhla po jediné noci se sultánem a nosila jej celý život, i pokud by se s ním již nikdy nesetkala
- ikbal – šťastlivec, žena, která se se sultánem stýkala v pravidelném intervalu, či porodila ženské potomky
- haseki sultan – matka prince, žena, která sultánovi porodila mužské potomky
- valide sultan – matka sultána

Možnost uspět však byla velmi nízká. Není přesně známo, kolik žen v paláci pobývalo, z některých let však existují záznamy. V roce 1573 pobývalo 150 žen v paláci Topkapi a 1500 ve Starém paláci. V letech 1604–1607 se jich v paláci pohybovalo okolo 1200, avšak záznamy jsou pravděpodobně navýšené.
V roce 1574 bylo zaznamenáno 49 žen, v roce 1633 zde žilo 433 žen. Za vlády sultána Mahmuda I. (1730–1754) jeho harém čítal 446 otrokyň a za vlády Selima III. (1789–1808) zde žilo 720 otrokyň. Počty se začaly redukovat až v 19. století.

## Související
- Hatun
- Haseki sultan
- Valide sultan
- Ikbal